# Bogoya
Bogoya est une localité située dans le département de Ouahigouya de la province du Yatenga dans la région Nord au Burkina Faso.

## Démographie
L'évolution et la répartition démographique de Bogoya est :
| Hommes | Femmes | Total | % Femmes | 0-14 ans | 15-64 ans | 65 ans ou + | Age N.D. |
| ------ | ------ | ----- | -------- | -------- | --------- | ----------- | -------- |
| 2532   | 2778   | 5310  | 52,32    | 2563     | 2450      | 288         | 9        |

## Économie
Les activités principales sont l'agriculture et l'élevage.

## Santé et éducation
Bogoya accueille un centre de santé et de promotion sociale (CSPS) tandis que le centre hospitalier régional (CHR) se trouve à Ouahigouya.